# Вяземский, Никифор Кондратьевич
Ники́фор Кондра́тьевич Вя́земский (ок. 1660—1745) — учитель царевича Алексея Петровича.

## Биография
Происходил  из нетитулованного (некняжеского) дворянского рода Вяземских. Родился около 1660 года; правнук дворянина Казарина Петровича Вяземского.
Никифор Вяземский был царским дьяком. В 1696 году он был приглашён к шестилетнему царевичу Алексею Петровичу преподавать азбуку. В 1708 году приступил к обучению Алексея немецкому и французскому языкам, истории, географии и арифметике: 14 января Никифор Вяземский доносил царю: «Сын твой начал учиться немецкого языка чтением истории, писать и атласа росказанием, в котором владении знаменитые есть города и реки, и больше твердил в склонениях, которого рода и падежа. И учитель говорит: недели две будет твердить одного немецкого языка, чтоб склонениям в твердость было, и потом будет учить французского языка и арифметики. В канцелярию в положенные три дни в неделю ездит и по пунктам городовое и прочие дела управляет; а учение бывает по все дни».
В 1717 году Никифор Вяземский был привлечен Петром I к дознанию по делу Алексея. Вяземский настаивал, что он уже давно в немилости у царевича: в 1711 году в Вольфенбителе, в герцоговом доме, царевич драл его за волосы, бил палкою и сбил с двора; в 1712 году он хотел его убить до смерти под Штетином, о чём известно князю Меншикову, канцлеру Головкину и другим.
По некоторым данным в 1718 году Вяземский был сослан в Архангельск, где и скончался в 1745 году.
Имел дом в Санкт-Петербурге на Петроградской стороне по Посадской (теперешней Малой Монетной) улице, на углу Инженерного переулка (теперешней Дивенской улицы). В 1711 году выменял у стольника Алмазова сельцо Могутово, которое после этого оставалось в роду Вяземских более двух веков.

## Семья
Был женат дважды:
От первого брака с Анной Васильевной (?—1720) имел детей:
- Александр
- Андрей
- Василий
- Никифор — майор армейских полков. В 1712 году послан Петром I в Европу «для обучения и приискания людей для государевой службы». Владелец подмосковного сельца Палицы. За ним в 1755 году был в Москве дом в приходе церкви Никитского сорока Воскресения Словущего на Успенском вражке.

Другой брак, с дочерью стольника Василия Ивановича Карачарова, Натальей Васильевной (?—1726), был бездетным.